# Estela 5 de Izapa

Estela de Izapa No. 5

La estela 5 de Izapa es un monumento monolítico mesoamericano hallado en el sitio arqueológico de en la región del Soconusco, Chiapas, México. La estela data del periodo ocurrido entre 300 a. C. - 50 A.C., aunque otras interpretaciones la ubican temporalmente hasta el 250 d. C. A pesar de encontrarse en una zona maya, se cree que la civilización creadora de este monumento era de origen Mixe-Zoque.
La estela está tallada en andesita volcánica y pesa alrededor de 1.5 toneladas. El complejo diseño del monumento, probablemente religioso, ha llevado a diferentes teorías y especulaciones concernientes a su significado. En el relieve pueden verse 12 figuras humanas, 12 animales, 25 diseños botánicos o inanimados y 9 máscaras de deidades realizadas con una estilizada opulencia. Al igual que el resto de esculturas monumentales de Izapa, se estima que el tema de la estela 5 es de naturaleza mitológica y religiosa, y que debido a las múltiples escenas sobrepuestas, es narrativa.

## Interpretaciones
La estela fue descubierta por el mundo occidental en la década de 1930, pero no fue sino hasta 1941 en que el arqueólogo estadounidense Matthew Stirling la documentó para el Instituto Smithsoniano. A partir de entonces numerosos investigadores la han analizado y han elaborado diferentes interpretaciones sobre su simbología. La creencia común entre los estudiosos es que la imagen central es un árbol que simboliza al mundo, conectando el cielo con el agua (asociada al submundo según esta interpretación).
Las epigrafistas Linda Schele y Mary Miller propusieron que la estela registra el mito de la creación, con humanos recién creados emergiendo de un hoyo en el árbol del mundo. Las figuras sentadas alrededor complementan a los humanos conforme van saliendo. La historiadora Julia Guernsey, por otro lado, sugiere que las figuras sentadas son la élite de Izapa conduciendo actividades rituales en una escena históricamente real o muy cercana a la realidad, la cual está enmarcada en el contexto del lenguaje simbólico de la creación.  
El arqueólogo mormón M. Wells Jakeman propuso que la estela es una representación gráfica del sueño de Lehi, descrita en El Libro de Mormón, en la que el profeta ve una visión del árbol de la vida, participa de su fruto e invita a su familia a hacer lo mismo. Su esposa Saríah y sus hijos Nefi y Sam comen del fruto, pero se niegan sus otros hijos Lamán y Lemuel. Dicha narración se encuentra en el Libro de Mormón, libro traducido por José Smith de origen estadounidense antes de organizar La Iglesia de Jesucristo de los Santos de los Últimos Días en los inicios del siglo XIX. Durante esa época existían diferentes teorías sobre el origen de los nativos americanos.
En una entrevista en el podcast LDS Perspectives del 23 de noviembre de 2016, el apologista mormón y autor de muchos libros sobre la arqueología del Libro de Mormón desde un punto de vista creyente, Brent Gardner, dijo que la conexión entre la estela 5 y el sueño de Lehi no encaja, ya que hay elementos que no tienen nada que ver con el sueño de Lehi, tal como el cocodrilo, mientras que las interpretaciones anteriores tienen más sentido.